# Orso di Auxerre
Sant'Orso di Auxerre (Saint Ours/Urse/Ursus d'Auxerre) (... – 508) è stato un vescovo francese, venerato come santo dalla Chiesa cattolica.
Quasi certamente francese, fu il vescovo della diocesi di Auxerre dal 502 al 508, anno della sua morte. Prima era un eremita, ma divenne vescovo per aver salvato la città di Auxerre da un incendio grazie alle sue preghiere. Così lo ricorda il Martirologio Romano:
(Martirologio Romano)